# Urusei yatsura - Dear My Friends
Urusei Yatsura - Dear My Friends (うる星やつら 〜ディア マイ フレンズ〜?, Urusei yatsura ~Dia Mai Furenzu~) è un videogioco d'avventura sviluppato e pubblicato dalla Game Arts nel 1994 per Mega CD. Il videogioco è ispirato ai personaggi dell'anime e manga Lamù di Rumiko Takahashi.